# 프레시 사운드
프레시 사운드(영어: Fresh Sound) 또는 프레시 사운드 뉴 탤런트(영어: Fresh Sound New Talent)는 1983년 스페인 바르셀로나에서 조르디 푸졸이 세운 재즈 음반사이다.
처음에는 재발매 전문 음반사로 설립되었다. 특히 루이 암스트롱, 듀크 엘링턴, 찰리 파커를 포함한 1962년 이전에 녹음된 주요 음악가와 아르고, 던, 프레스티지/뉴 재즈, RCA, 로열 루스트, 리버사이드, 버브 레코드의 음반사에서 음악을 가져왔다. 또한 프레시 사운드는 제인 필딩, 베벌리 케니, 매릴린 무어, 루시 앤 포크, 헬린 스튜어트와 같은 덜 알려진 음악가의 작품도 발매했다.
1990년대 초반부터는 새로운 음반을 제작하기 시작했다. 여기엔 먼델 로, 테테 몬톨리우, 게이브 발타자르, 에디 버트, 밥 쿠퍼, 딕 헤이퍼, 찰리 마리아노, J. R. 몬테로즈, 빌 퍼킨스, 프랭크 스트라체리와 클로드 윌리엄슨 등이 포함되어 있다.